# كاليب هوبكينز
كاليب هوبكينز هو فلاح وسياسي كندي، ولد في 10 يونيو 1786 في الولايات المتحدة، وتوفي في 8 أكتوبر 1880 في تورونتو في كندا. حزبياً، نشط في Clear Grits ‏.